# ستاك إكستشينج
ستاك إكستشينج (بالإنجليزية: Stack Exchange)‏ هي شبكة من مواقع الأسئلة والأجوبة التي يهتم كل منها باختصاص معين، ويقوم المستخدمون فيها بطرح الأسئلة، الإجابة عليها، وتقييم الأسئلة والأجوبة بشكل تعاوني غير مركزي.

## وصلات خارجية
- ستاك إكستشينج على موقع Google Play (الإنجليزية)